# Kundu (Ethnie)
Die Kundu (auch Nkundu) sind eine Ethnie aus der Demokratischen Republik Kongo. Sie leben nördlich des Mai-Ndombe-Sees hauptsächlich in um die Städte Bikoro, Ingende und Mbandaka. Die Kundu arbeiten dort als Landwirte oder einfache Arbeiter. Ihre Nachbarn sind die Konda.